# マクスウェルの悪魔
マクスウェルの悪魔（マクスウェルのあくま、Maxwell's demon）とは、1867年ごろ、スコットランドの物理学者ジェームズ・クラーク・マクスウェルが提唱した思考実験、ないしその実験で想定される架空の、働く存在である。マクスウェルの魔、マクスウェルの魔物、マクスウェルのデーモンなどともいう。 分子の動きを観察できる架空の悪魔を想定することによって、熱力学第二法則で禁じられたエントロピーの減少が可能であるとした。 熱力学の根幹に突き付けられたこの難問は1980年代に入ってようやく一応の解決を見た。

## マクスウェルの提起した問題
マクスウェルが考えた仮想的な実験内容とは以下のようである（Theory of Heat、1872年）。

マクスウェルの悪魔。分子を観察できる悪魔は仕事をすることなしに温度差を作り出せるようにみえる。

1. 均一な温度の気体で満たされた容器を用意する。 このとき温度は均一でも個々の分子の速度は決して均一ではないことに注意する。
2. この容器を小さな穴の空いた仕切りで2つの部分 A, B に分離し、個々の分子を見ることのできる「存在」がいて、この穴を開け閉めできるとする。
3. この存在は、素早い分子のみを A から B へ、遅い分子のみを B から A へ通り抜けさせるように、この穴を開閉するのだとする。
4. この過程を繰り返すことにより、この存在は力学的意味で仕事をすることなしに、 A の温度を下げ、 B の温度を上げることができる。 これは熱力学第二法則と矛盾する。

マクスウェルの仮想したこの「存在」をケルヴィン（1874年）は、「マクスウェルの知的な悪魔」（Maxwell's intelligent demon）と名付けた。 マクスウェル自身は、この問題に対して、熱力学の分子論的基盤である統計力学が、個々の分子の厳密な力学を捨てて、分子の集団のみを統計的に取り扱うものであり、こうした問題に適用できないことを指摘するに留まっている。

## 解決までの道のり
この問題は1世紀以上に渡って科学者を悩ませることとなった。 一見すれば、マクスウェルが言うように、この「悪魔」の振る舞いにエネルギーの散逸が必要となるようには思われないが、これを認めれば永久機関も容易に実現できることになってしまう。 この悪魔を葬るためには、悪魔の振る舞いがそもそも物理的にどのようなものであるかを解明することが必要であった。 実際、これは観察により情報を得るという情報論的な概念と、統計力学ひいては熱力学との関係を問う問題であり、量子論とは別の角度から物理学にとって観測とは何かという問題を提起するものであった。 この問題と格闘する過程で、現在の情報科学につながる重要な知見が生み出された。
物理学者レオ・シラードは、1929年にマクスウェルのモデルを単純化して 1 分子のみを閉じ込めたシラードのエンジン（後述）と呼ばれるモデルを用い、 悪魔が同じ大きさの 2 つの部屋のどちらに分子があるかを観測するということにより、熱力学の単位で ΔS = k ln 2 だけのエントロピーが減少することを示した。 ただし、k はボルツマン定数である。 この ΔS は現在 1 ビットと呼ばれている情報量に他ならない。 シラードの洞察は、元々気体運動に対して構築された概念であるエントロピーと、情報を得るということ、もしくは知識をもつということの間に深いつながりがあることを示し、また、ボルツマン定数とは実は情報量の単位と物理学の単位を変換する比例定数であることを明らかにした。 シラードは、全体の系のエントロピーは減少しないはずなので、悪魔が観測によって情報を得ることによってそれ以上のエントロピーの上昇を伴うだろうと結論した。
実際、レオン・ブリユアンとデニス・ガボールは1951年、それぞれ独立に悪魔を光による観測に置き換えて物理的解析を行ない、その観測の過程で相応するエントロピーの増大が起こることを示した。 これによって、観測には最低限必要なエネルギー散逸が伴うのだという主張が、長らくマクスウェルの悪魔に死を宣告するものだと考えられてきた。
ところが、悪魔は完全には葬りさられていないことが明らかになった。 1973年、IBM のチャールズ・ベネットは、熱力学的に可逆な（元に戻すことができる）観測が可能であり、こうした観測においてはブリユアンらが指摘したようなエントロピーの増大が必要ないことを示したのである。
これに先立つ1961年、同じく IBM の研究者であったロルフ・ランダウアーによって、コンピュータにおける記憶の消去が、ブリユアンの主張した観測によるエントロピーの増大と同程度のエントロピー増大を必要とすることが示されていた （ランダウアーの原理）。 ベネットが甦らせた問題は、このランダウアーの原理と組み合わせることによってベネット自身により解決された（1982年）。 エントロピーの増大は、観測を行なったときではなく、むしろ行なった観測結果を「忘れる」ときに起こるのである。 すなわち、悪魔が分子の速度を観測できても観測した速度の情報を記憶する必要があるが、悪魔が繰り返し働くためには窓の開閉が終了した時点で次の分子のためにその情報の記憶は消去しなければならない。情報の消去は前の分子の速度が速い場合も遅い場合も同じ状態へ遷移させる必要があり、熱力学的に非可逆な過程である。 このため悪魔の振る舞いを完全に完了させるためには、エントロピーの増大が必然のものとなる。
なお、ベネットと同様に悪魔の記憶の消去が環境へのエントロピーの増大を招くという洞察は1970年にオリバー・ペンローズによっても独立に成されていた。 また、ベネットの「解決」は発表後多くの議論を巻き起こし、基本的には受け入れられたかにみえる現在もなおマクスウェルの悪魔に関する文献は増え続けている。
「情報消去は論理的に不可逆なので、熱力学的にも不可逆である」という議論がなされるが、沙川貴大によればこれは誤りである。
1980 年代から広く受け入れられてきた「情報の消去を考えることで初めて、デーモン（悪魔）と（熱力学）第二法則の整合性を理解できる」という主張は妥当ではない。デーモンと第二法則の整合性を理解するために情報消去を考える必要は、そもそもない。
1990年代以降の非平衡統計力学の発展により、微小系における熱力学第二法則のあるべき姿が明らかになってきた。その重要な成果の一つは、熱力学第二法則がわずかな確率で破れることを明らかにし、その確率も特定したことである。
オリジナルのランダウアーの原理は対称メモリーという特殊な状況に限られ、より一般的には、消去と測定に必要な仕事にトレードオフがあり、それらの和に対して下限が存在するわけである。さらに，相互情報量 I を用いて取り出せる仕事は最大で kB T I であることを示している。
W測定 + W消去 ≧ kBT I ≧ W出力 .
これが Maxwell の悪魔と熱力学第二法則との整合性に関する現在の解釈である。

## シラードのエンジン
記憶の消去によっていかにしてマクスウェルの悪魔が破綻するかを知るために、それを単純化したモデルであるシラードのエンジンを考える。 シラードのエンジンは、多くの気体分子を閉じ込めた容器を考える代わりに 1 分子だけを入れた容器によって熱から仕事を作り出す仮想的なエンジンである。 エンジンを操作する微小な悪魔は観察や適当な機械的動作を行う。 この悪魔は知的な存在である必要はなく、必要なら適切な機械的過程で置き代えることができる。 エンジンは熱浴の中におかれ、熱のやりとりにより分子の温度 (平均速度) は周囲の温度と同じに保たれる。
このエンジンのサイクルは次の 3 段階にわけることができる （図参照）。 まず、最初の状態 A では、適当なメモリからなる悪魔がある決まった状態 0 におかれているとする。 よって、悪魔は気体のどこに分子があるかまだ知らない。

シラードのエンジンのサイクル。(a) 観測、(b) ピストンの拡大による仕事の取り出し、(c) 記憶の消去。観測 (a) によって悪魔は R または L どちらかの情報を得る。エンジンは等温過程 (b) によって熱 Q を仕事 W に変えるが、記憶の消去 (c) は非可逆な過程でありこれには W 以上のエネルギーの消費が必要となる。

(a) 観測容器の中央に仕切りを入れ、悪魔が左右どちらに分子があるかを観測する。 ここで悪魔は気体から 1 ビットの情報を得ることになる。 観測結果に応じて、悪魔のメモリの状態は R (図上段) もしくは L (図下段) となる。 これにより気体の状態とメモリの状態との間には相関が成立する。
(b) 熱から仕事への変換分子が右にあったときには、中央の仕切りを左に、左にあったときには右に、ゆっくりと動かせるようにする。 このとき、過程は等温過程であり、（自由膨張なので）内部エネルギーは変化しない。 より細かく言えば、分子は容器を押すときに仕事をし、わずかにエネルギーを失うが、すぐに周囲の熱浴から熱のエネルギーを受け取る。 これによって、周囲の熱 Q を仕事 W に変えることができる。 体積が 2 倍になるときには、この仕事に代わるエネルギーは kT ln 2 である。
(c) 記憶の消去最後にサイクルを完結させるために、元の状態 A に戻すには、悪魔のメモリの状態 R または L の区別を消去して共に 0 にする必要がある。
もし (a) の観測過程にも、(c) の記憶の消去にもエネルギーの消費が必要ないとすれば、このエンジンを永久に働かせることができ、これは熱から仕事を取り出す永久機関となってしまう。 ベネット以前は観測過程に最小限必要なエネルギーがあるのだと考えられていたが、実際にはエネルギーの消費を必要とせず観測を行うことは可能である。 逆に (c) の記憶の消去は R と L の状態を単一の 0 の状態にせねばならず、ランダウアーの原理によりどこかに余分な状態を熱として捨てなければならない。 このとき結局、得た仕事 W 以上のエネルギーを熱とすることになり、このエンジンは期待通りには働かない。
上図の下段の図は、悪魔のメモリの状態を縦軸にとり、気体の状態を横軸にとった相空間を表す。 このエンジンを外側から見る観察者にとって、悪魔と気体両方の系の起こりうる状態は各段階で色付きの部分となる。 この状態数の対数は系内部のエントロピー S に比例する。 もし、S が減少するなら、それを補うだけの外部のエントロピーの上昇がなければならない。 実際、過程 (a) でメモリと気体に相関が成立するだけではエントロピーは減少しない。 過程 (b) で 1 ビットのエントロピーの上昇があり、そのままではこれは非可逆サイクルとなる。 よって内部エントロピーを減少させるメモリの消去の過程 (c) が必要となる。
ところが、悪魔が R となり上図の上段の経路を通ったか、L となり下段の経路を通ったかを知ろうとして、(b) において（おそらくはエネルギー散逸なしで）実験者 X が悪魔の状態を観察するかもしれない。 これによって例えば X が悪魔の状態を R だと知ったときには相空間での可能な状態は、図の赤い部分だけに減るように思われ、内部エントロピーの変化は、順に (a) 1 → (b) 0 → (c) 1 → (a) 1 となる。 このときはあたかも観測でエネルギー散逸が必要で、消去にエネルギー散逸は必要なくなったように思われる。 しかし、この場合には実験者 X がメモリを観測したために実験者自身が悪魔として気体との相関をもってしまっており、サイクルは完結していない。 X の観察結果を知らない人からみれば、やはり X がその記憶を消去するときにエネルギー散逸が必要となる。 このことはエントロピーが観測者の知識に依存した観測者相対の概念であることを明瞭に示している。
なお、この観測過程を量子論における収縮を伴う量子状態の観測だとみなすと、この議論はシュレーディンガーの猫に類似している。 このとき、悪魔と分子の位置の相関は猫の生死の状態と同位体の崩壊の状態とのEPR相関に対応し、それを外から見ることは猫の生死の重ねあわせを認める観測問題の多世界解釈に、悪魔の状態を実験者が観察することは収縮を認める立場に対応づけることができる。

## 現実の世界とマクスウェルの悪魔
シラードのエンジンの議論は、我々がその状態をわかっているメモリは、我々にとって 1 ビットあたり kT ln 2 のエネルギーを持つと考えることができることを意味する。 例えば、 3.83×1020 ビット、 0 ℃ のメモリは、その利用者がメモリすべての状態を知っている限りおよそ 1 J のエネルギーを生み出す「燃料」と見ることができる。 逆にその状態を知らず、利用者にとって乱雑な状態であるメモリからはエネルギーを取り出すことができない。 これは我々が対象の状態を知っていることが秩序としてエントロピーを下げ、知らないことがエントロピーの大きな乱雑さを表すという日常的なエントロピーの解釈を情報の概念を通じて熱力学的なエントロピーに実際に結び付けている。
上述のように、ランダウアーの原理は記憶の消去のような非可逆な計算に原理的なエントロピーの増加が伴うことを示した。 一方、情報を失わないような可逆な計算ならば、このような散逸は必要ない。 こうした可逆計算はフレドキンやトフォリによって調べられてきた。 量子計算においては、結果を得るための観測過程以外のすべての計算過程はこのような可逆なものでなければならない。
記憶を消去するときにエントロピーが増大するということは、記憶を行なうこと（状態の間に相関をもつこと）のできる存在ならば、記憶の消去というツケを支払うまでの間は、短期間なら実際にマクスウェルの悪魔を働かせることができる可能性を示唆している。 細胞内などの生命システムではこのような仕組みが有効に利用されていることが考えられる。 熱力学的に効率がよいとは必ずしもいえないが、ブラウン・ラチェットなどと呼ばれる分子の熱運動から一方向の動作を取り出すモデルがイオンポンプや分子モーターに関して提出されており、これらはこのマクスウェルの悪魔に類似している。 また分子機械として同様の構造を作ろうという試みも行なわれている。
2010年、鳥谷部祥一、沙川貴大らは、世界で初めて情報によって熱エネルギーが仕事に変換されることを確認したと発表した。
2017年、NTT物性科学基礎研究所はトランジスタ内の電子１個の動きを観測し、その結果に基づいてトランジスタを操作する技術を開発した。その技術を使い、熱ノイズから一方向に動く電子のみを選り分けることで電流を流しエネルギーを生成させることに成功した。
NTTは以下の手順で「悪魔」の動作を実現した。
1. 入口扉を開けて、入口と電子箱の間における電子のランダムな熱運動を観測する
2. 電子が電子箱に入って来たときに、入口扉を閉めて、電子箱に電子を閉じ込める
3. 出口扉を開けて、電子箱と出口の間における電子のランダムな熱運動を観測する
4. 電子が電子箱から出て行ったときに、出口扉を閉めて、出口へ電子を追い出す

悪魔(シリコン単電子デバイス)が電子の動きを観測して、その情報を得る作業にエネルギーが必要であり、これが電流を流す電源としての役割を果たす。1ビットの情報を得るためには一定の量のエネルギーが必要である。